# 李瑞烈
李瑞烈（1921年7月18日—2015年8月16日），道號玉真，自號愚叟翁，宜蘭縣羅東鎮人，中華民國宣揚道德協進會（中道會）創辦人暨首任理事長，臺灣道家居士和說道人，曾任萬國道德會、中華道德實踐協會、宜蘭縣萬國道德會與中道會主講。

## 生平

### 早年
李瑞烈出身中醫世家，祖父與父親兩代皆任職中醫師。父李金風、母李陳梅，李於兄弟間排行第三，由於是早產兒，李出生時家族並未將其通報戶口亦未有命名，直至其五弟「李瑞烈」夭亡，家屬才安排李使用李瑞烈的身分頂替了夭亡的五弟，時年李5歲。李畢業於羅東公學校，1937年中國抗日戰爭爆發，李完成公學校高等科學業後進入軍事學校就讀，至1943年日本戰況吃緊，李被殖民當局調往中國戰場，參戰期間曾受重傷。其後，所屬部隊的日籍隊長船橋自知勝利無望，率眾向國軍投降，李遂與同袍投奔中華民國國軍，1946年與軍中同袍參與一貫道，後因理念分歧退出。

### 立業
1948年隨軍返臺，於1953年與妻子陳金英結婚，兩人育有二子四女。由於臺灣光復後，政府即規定須有合法執照才能掛牌行醫，李因而未能繼承醫業而改行作生意。期間苦讀宗教書籍及四書五經、《彙音寶鑑》等經典勤學漢文，逐步拓展其講道生涯。

### 弘道
1954年，時值戒嚴時期，受限於集會結社的管制，李因講道而多次被情治單位干涉、約談，直至1957年獲徐燈來邀請參加「萬國道德會」宜蘭縣支會，並於隔年被聘任為講師後才正式開始弘法志業。其弘道六十年，透過親臨講道以及錄製錄影帶與DVD等多種方式經過電視台播放傳道，終身未有間斷。1991年妻逝，法號「明妙」。1998年元月，李成立「中華民國宣揚道德協進會」，出版多種類別的經書讀本。2015年8月辭世，該年9月23日於中道會會館舉辦告別式。

## 外部連結
- 李瑞烈老師簡介 （页面存档备份，存于）
- 李瑞烈弘道紀行 （页面存档备份，存于）
- 中華民國宣揚道德協進會〈中道會＆李瑞烈老師〉弘道粉絲頁的Facebook專頁 （页面存档备份，存于）
- 〈李瑞烈老師〉中道會弘道宣傳 （页面存档备份，存于）